# Thera undulata
Thera undulata är en fjärilsart som beskrevs av W. Warren 1888. Thera undulata ingår i släktet Thera och familjen mätare. Inga underarter finns listade i Catalogue of Life.